# Estats Units a la Copa del Món de futbol
Aquest és el registre dels resultats dels Estats Units a la Copa del Món. Estats Units no ha guanyat mai cap Copa del Món, i mai n'ha jugat cap final. La millor classificació ha estat com a tercer, l'any 1930.

## Resum d'actuacions
Campions      Finalistes      Tercers      Quarts
Un requadre vermell indica que eren amfitrions del campionat.
| Historial a la Copa del Món | Historial a la Copa del Món       | Historial a la Copa del Món       | Historial a la Copa del Món       | Historial a la Copa del Món       | Historial a la Copa del Món       | Historial a la Copa del Món       | Historial a la Copa del Món       | Historial a la Copa del Món       |
| Edició                      | Ronda                             | Posició                           | PJ                                | PG                                | PE                                | PP                                | GF                                | GC                                |
| --------------------------- | --------------------------------- | --------------------------------- | --------------------------------- | --------------------------------- | --------------------------------- | --------------------------------- | --------------------------------- | --------------------------------- |
| 1930                        | Semifinals                        | 3s                                | 3                                 | 2                                 | 0                                 | 1                                 | 7                                 | 6                                 |
| 1934                        | Vuitens de final                  | 16s                               | 1                                 | 0                                 | 0                                 | 1                                 | 1                                 | 7                                 |
| 1938                        | No es classificà                  | No es classificà                  | No es classificà                  | No es classificà                  | No es classificà                  | No es classificà                  | No es classificà                  | No es classificà                  |
| 1950                        | Primera fase                      | 10s                               | 3                                 | 1                                 | 0                                 | 2                                 | 4                                 | 8                                 |
| 1954                        | No es classificà                  | No es classificà                  | No es classificà                  | No es classificà                  | No es classificà                  | No es classificà                  | No es classificà                  | No es classificà                  |
| 1958                        | No es classificà                  | No es classificà                  | No es classificà                  | No es classificà                  | No es classificà                  | No es classificà                  | No es classificà                  | No es classificà                  |
| 1962                        | No es classificà                  | No es classificà                  | No es classificà                  | No es classificà                  | No es classificà                  | No es classificà                  | No es classificà                  | No es classificà                  |
| 1966                        | No es classificà                  | No es classificà                  | No es classificà                  | No es classificà                  | No es classificà                  | No es classificà                  | No es classificà                  | No es classificà                  |
| 1970                        | No es classificà                  | No es classificà                  | No es classificà                  | No es classificà                  | No es classificà                  | No es classificà                  | No es classificà                  | No es classificà                  |
| 1974                        | No es classificà                  | No es classificà                  | No es classificà                  | No es classificà                  | No es classificà                  | No es classificà                  | No es classificà                  | No es classificà                  |
| 1978                        | No es classificà                  | No es classificà                  | No es classificà                  | No es classificà                  | No es classificà                  | No es classificà                  | No es classificà                  | No es classificà                  |
| 1982                        | No es classificà                  | No es classificà                  | No es classificà                  | No es classificà                  | No es classificà                  | No es classificà                  | No es classificà                  | No es classificà                  |
| 1986                        | No es classificà                  | No es classificà                  | No es classificà                  | No es classificà                  | No es classificà                  | No es classificà                  | No es classificà                  | No es classificà                  |
| 1990                        | Primera fase                      | 23s                               | 3                                 | 0                                 | 0                                 | 3                                 | 2                                 | 8                                 |
| 1994                        | Vuitens de final                  | 14s                               | 4                                 | 1                                 | 1                                 | 2                                 | 3                                 | 4                                 |
| 1998                        | Primera fase                      | 32s                               | 3                                 | 0                                 | 0                                 | 3                                 | 1                                 | 5                                 |
| 2002                        | Quarts de final                   | 8s                                | 5                                 | 2                                 | 1                                 | 2                                 | 7                                 | 7                                 |
| 2006                        | Primera fase                      | 25s                               | 3                                 | 0                                 | 1                                 | 2                                 | 2                                 | 6                                 |
| 2010                        | Vuitens de final                  | 12s                               | 4                                 | 1                                 | 2                                 | 1                                 | 5                                 | 5                                 |
| 2014                        | Vuitens de final                  | 12s                               | 4                                 | 1                                 | 1                                 | 2                                 | 5                                 | 6                                 |
| 2018                        | No es classificà                  | No es classificà                  | No es classificà                  | No es classificà                  | No es classificà                  | No es classificà                  | No es classificà                  | No es classificà                  |
| 2022                        | Vuitens de final                  | 14s                               | 4                                 | 1                                 | 2                                 | 1                                 | 3                                 | 4                                 |
| 2026                        | Classificat com a co-organitzador | Classificat com a co-organitzador | Classificat com a co-organitzador | Classificat com a co-organitzador | Classificat com a co-organitzador | Classificat com a co-organitzador | Classificat com a co-organitzador | Classificat com a co-organitzador |
| 2030                        | Pendent                           | Pendent                           | Pendent                           | Pendent                           | Pendent                           | Pendent                           | Pendent                           | Pendent                           |
| 2034                        | Pendent                           | Pendent                           | Pendent                           | Pendent                           | Pendent                           | Pendent                           | Pendent                           | Pendent                           |
| Total                       | Tercer lloc                       | Tercer lloc                       | 37                                | 9                                 | 8                                 | 20                                | 40                                | 66                                |

## Uruguai 1930

### Primera fase: Grup 3
| Pos | Equip        | PJ | PG | PE | PP | GF | GC | DG | Pts | Classificació       |
| --- | ------------ | -- | -- | -- | -- | -- | -- | -- | --- | ------------------- |
| 1   | Estats Units | 2  | 2  | 0  | 0  | 6  | 0  | +6 | 4   | Avança a semifinals |
| 2   | Paraguai     | 2  | 1  | 0  | 1  | 1  | 3  | −2 | 2   |                     |
| 3   | Bèlgica      | 2  | 0  | 0  | 2  | 0  | 4  | −4 | 0   |                     |

| Estats Units                            | 3–0     | Bèlgica |
| --------------------------------------- | ------- | ------- |
| McGhee 23' · Florie 45' · Patenaude 69' | Informe |         |

| Estats Units            | 3–0     | Paraguai |
| ----------------------- | ------- | -------- |
| Patenaude 10', 15', 50' | Informe |          |

### Segona fase
|  | Semifinals                | Semifinals |                           |   | Final | Final |
|  |                           |            |                           |   |       |       |
|  | 26 de juliol – Montevideo |            |                           |   |       |       |
|  |                           |            |                           |   |       |       |
|  | Argentina                 | 6          |                           |   |       |       |
|  | Argentina                 | 6          | 30 de juliol – Montevideo |   |       |       |
|  | Estats Units              | 1          |                           |   |       |       |
|  | Estats Units              | 1          | Argentina                 | 2 |       |       |
|  | 27 de juliol – Montevideo |            | Argentina                 | 2 |       |       |
|  |                           | Uruguai    | 4                         |   |       |       |
|  | Uruguai                   | Uruguai    | 4                         | 6 |       |       |
|  | Uruguai                   |            |                           | 6 |       |       |
|  | Iugoslàvia                | 1          |                           |   |       |       |
|  | Iugoslàvia                | 1          |                           |   |       |       |

#### Semifinals
| Argentina                                                       | 6–1 | Estats Units |
| --------------------------------------------------------------- | --- | ------------ |
| Monti 20' · Scopelli 56' · Stábile 69', 87' · Peucelle 80', 85' |     | Brown 89'    |

## Itàlia 1934

### Vuitens de final
| Itàlia                                                            | 7–1     | Estats Units |
| ----------------------------------------------------------------- | ------- | ------------ |
| Schiavio 18', 29', 64' · Orsi 20', 69' · Ferrari 63' · Meazza 90' | Informe | Donelli 57'  |

## Brasil 1950

### Primera fase: Grup 2
| Pos | Equip        | PJ | PG | PE | PP | GF | GC | DG | Pts | Classificació           |
| --- | ------------ | -- | -- | -- | -- | -- | -- | -- | --- | ----------------------- |
| 1   | Espanya      | 3  | 3  | 0  | 0  | 6  | 1  | +5 | 6   | Avança a la segona fase |
| 2   | Anglaterra   | 3  | 1  | 0  | 2  | 2  | 2  | 0  | 2   |                         |
| 3   | Xile         | 3  | 1  | 0  | 2  | 5  | 6  | −1 | 2   |                         |
| 4   | Estats Units | 3  | 1  | 0  | 2  | 4  | 8  | −4 | 2   |                         |

| Espanya                           | 3–1     | Estats Units |
| --------------------------------- | ------- | ------------ |
| Igoa 81' · Basora 83' · Zarra 89' | Informe | Pariani 17'  |

| Estats Units | 1–0     | Anglaterra |
| ------------ | ------- | ---------- |
| Gaetjens 38' | Informe |            |

| Xile                                                      | 5–2     | Estats Units                |
| --------------------------------------------------------- | ------- | --------------------------- |
| Robledo 16' · Cremaschi 32', 60' · Prieto 54' · Riera 82' | Informe | Wallace 47' · Maca 48' (p.) |